# Mihai Petre
Mihai Petre (n. 28 martie 1979, București) este un dansator, instructor de dans și actor de televiziune român, care s-a remarcat ca jurat în show-ul Dansez pentru tine. În perioada 2011-2014 și 2019-2021 era jurat al emisiunii Românii au talent. In 2021, alături de soția sa Elwira, a participat la emisiunea Asia Express, unde au ieșit câștigători.

## Biografie
A inceput dansul sportiv de la varsta de 8 ani, la insistențele mamei sale. Inainte de a se apuca de dans facea karate. O vreme practica in paralel cele două discipline, apoi s-a dedicat dansului in exclusivitate, ceea ce s-a dovedit a fi cea mai buna alegere deoarece la vârsta de 14 ani a devenit campion național la dans sportiv. Cu viitoarea soție de origine poloneză Elwira Duda au ajuns campioni ai României, semifinaliști la Cupa Mondială și finaliști in Cupa Europeană de Dans.
In anii 2002, 2003, 2004, atât la secțiunea Standard cât și la secțiunea Latino-Americană Mihai Petre și Elwira Duda erau campioni naționali ai României. Este prima pereche din România care s-a clasat in primele 50 ale lumii in IDSF World Ranking List in 2004. De asemenea au mai fost semifinaliști la Cupa Europeana de 10 Dansuri, semifinaliști la Campionatul Mondial de 10 Dansuri, finaliști la Cupa Europeană de dansuri Latino-Americane, finaliști la numeroase Openuri Internaționale IDSF.
A urmat Facultatea de Științe Politice din București (pe baza pasiunii pentru filosofie) și SNSPA.
Pe lângă cariera din dans, Mihai a reușit să se facă remarcat și ca actor în telenovele de la Acasă TV, dar putea fi urmărit și in juriul concursului "Dansez pentru tine", încă de la prima ediție. Acum face parte din juriului emisiunii Românii au talent.
A fost unul dintre jurații concursului "Românii au talent", împreună cu Andra și Andi Moisescu.

## Seriale de televiziune
- 2010 - 2011 - Iubire și Onoare - personajul Ovidiu, antagonist
- 2009 - 2010 - Aniela - personajul Radu Vulturesco, protagonist
- 2008 - 2009 - Îngerașii - personajul Sergiu Neagu, co-protagonist

### Interviuri
- Mihai Petre, Ines Hristea, Formula AS - anul 2007, numărul 770
- Mihai Petre: „Îmi plăcea mai mult la antrenament decât în tabără“[nefuncțională]
, 12 decembrie 2010, Ana-Maria Onisei, Adevărul
- Mihai Petre: „Foarte rar îmi place ceva din ceea ce fac“, 7 aprilie 2011, Raluca Moisă, Adevărul
- Mihai Petre: Elwira este insarcinata in cinci luni; E un copil foarte dorit Arhivat în 1 februarie 2014, la Wayback Machine., 21 august 2012, Mediafax, Revista Tango
- Un show live cu trei interveviați — Canalul Selly Show Live - Selly show live - Mihai Petre are două părți, partea întâi, 1/2. (minutele 01:00 - 28:48) un dublu interviu cu doi asistenți medicali, asistentă de nașteri Miruna Andrei (moașă la Maternitatea Băneasa) și asistent medical Alberto Nicu (la Clinica de Chirurgie Bariatrică a Poderans Academic Hospital) și 2/2.  (minutele 29:00 - 63:15) interviu cu Mihai Petre, dansator, instructor de dans, membru al juriului emisiunii Românii au talent, (publicat la data de 9 iulie 2020 - 24.956 de vizionări, la orele 23:23)